# Sint-Johannes Onthoofdingkerk (Soerendonk)
De Sint-Johannes Onthoofdingkerk is de parochiekerk van Soerendonk, gelegen aan Dorpsstraat 24.
De kerk is een Waterstaatskerk uit 1838, en J. van der Reydt was de architect. Het is een bakstenen bouwwerk in neoromaanse stijl. De westtoren werd in 1908-1910 toegevoegd, mogelijk ontworpen door Caspar Franssen. In 1932 werden, naar ontwerp van Joseph Franssen, ook transept en koor toegevoegd. De toren heeft drie geledingen en wordt gedekt door een ingesnoerde naaldspits. Toegangsdeur en rondboogvensters zijn omlijst met rode baksteen. Ook is er een vieringtorentje.

## Orgel
Het orgel stamt uit 1843 en is een eenklaviersorgel, vervaardigd door L. Vermeulen en in 1847 nog uitgebreid. Het is het oudste Vermeulen-orgel en geklasseerd als rijksmonument.